# Wojna domowa w Jemenie (od 2015)
Wojna domowa w Jemenie toczy się od 2015 między siłami lojalnymi wobec Abd Rabbuha Mansura Hadiego a niejednolitą zbrojną opozycją. Ugrupowaniami opozycyjnymi są wrogie wobec siebie: ruch Huti, Al-Ka’ida Półwyspu Arabskiego, Państwo Islamskie, oraz lokalne milicje. Hadi wspierany jest militarnie od niemal samego początku konfliktu przez międzynarodową koalicję pod przywództwem Arabii Saudyjskiej.

## Przyczyny

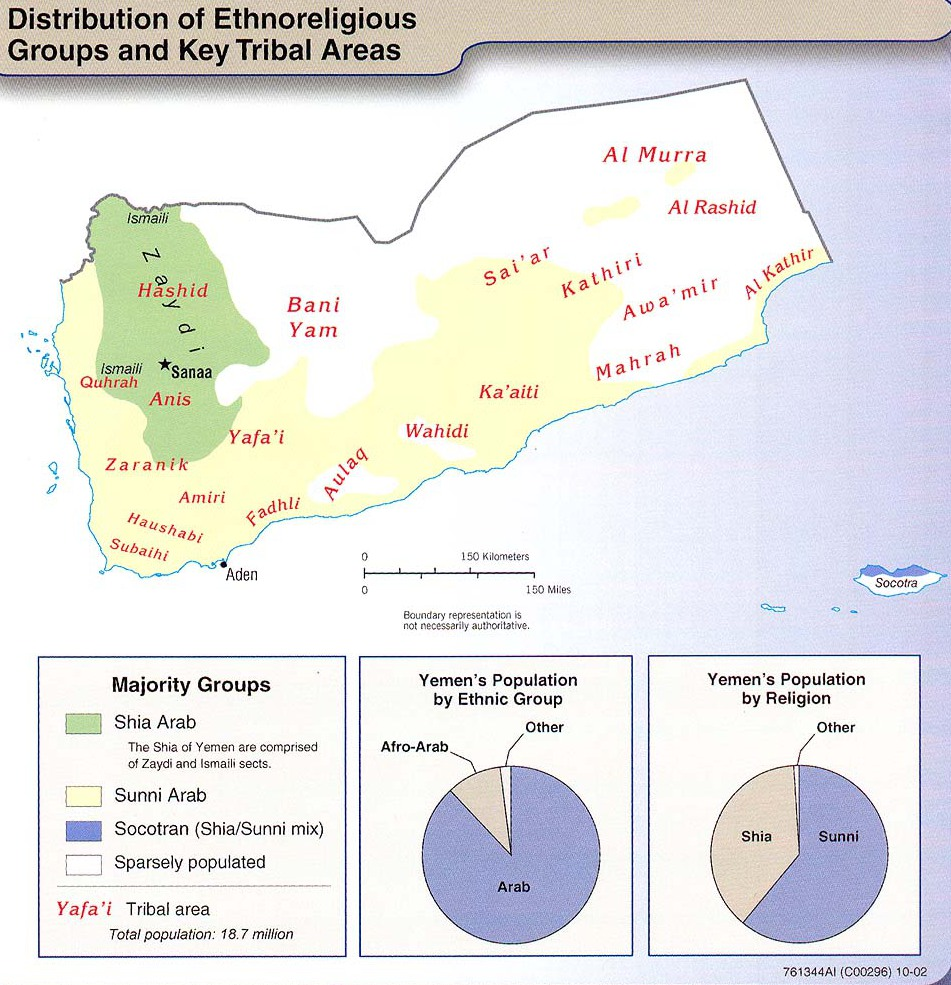
Mapa przedstawiająca podział plemienny oraz wyznaniowy Jemenu. Nazwy plemion pisane są czerwonymi napisami. Barwą zieloną oznaczono obszary gdzie dominuje szyizm, a żółtą sunnizm. Tereny bezludne nie mają oznaczenia kolorystycznego

Wojna domowa w Jemenie wybuchła na skutek wielu różnych czynników, głównie o charakterze religijnym i plemiennym. Współczesna Republika Jemenu powstała w 1990 roku w wyniku zjednoczenia Jemeńskiej Republiki Arabskiej (północ) oraz Ludowo-Demokratycznej Republiki Jemenu (LDR) (południe). Obie części są podzielone pod względem religijnym. Większość mieszkańców północy jest zajdytami (wyznanie szyickie), a południa sunnitami. Ponadto na podział wyznaniowy nakłada się zróżnicowanie plemienne.

Mimo złączenia w ramach jednego organizmu państwowego tendencje separatystyczne były silne. Zaledwie po kilku latach, w 1994, wybuchła wojna domowa wywołana przez zwolenników niepodległości północy, ponieśli oni jednak porażkę a Jemen pozostał zjednoczony. Niemniej kraj nadal borykał się ze słabością skutkującą znaczną niestabilnością wewnętrzną. Od 1998 na południu trwała rebelia ekstremistów islamskich, a ponadto od 2004 na północy toczyła się rebelia szyickich Hutich. Ruch Huti zrzeszający kilka szyickich plemion od początku swych działań wskazywał chęć uzyskania autonomii dla północnego regionu, z powodu ich dyskryminacji przez rządzących sunnitów. W ciągu pierwszej dekady XXI wieku spory przybierały i traciły na sile, czego przykładem jest zawarcie licznych porozumień pokojowych pomiędzy Huti a władzami centralnymi Jemenu reprezentowanymi przez prezydenta Abdullaha Saliha. Obecna wojna domowa jest bezpośrednią kontynuacją obu tych konfliktów.
W styczniu 2011 roku doszło w Jemenie do masowych protestów na fali Arabskiej Wiosny, w wyniku których 25 lutego 2012 r. ówczesny prezydent Ali Abd Allah Salih, który rządził krajem od jego zjednoczenia w 1990 r., przekazał stanowisko szefa państwa nowo wybranemu prezydentowi Abdowi Rabbuhowi Mansurowi Hadiemu. W wyborach prezydenckich brał udział tylko jeden kandydat i zostały one zbojkotowane przez Huti oraz plemiona na południu kraju. Równolegle ze sporem o prezydenturę ponownie zaostrzył się konflikt pomiędzy szyickimi Huti a sunnickimi plemionami.
22 września 2014 r. po kilkutygodniowych protestach społecznych, których jedną z przyczyn było obniżenie dotacji do paliwa, Huti wykorzystując osłabienie władz centralnych pokonali armię jemeńską i zajęli stolicę Sanę. W wyniku negocjacji dotychczasowy rząd podał się do dymisji, a rebelianci uzyskali znacznie większy wpływ na politykę państwa.

### Powiązania zagraniczne
Jednym z aspektów wojny domowej w Jemenie jest regionalna rywalizacja sunnickiej Arabii Saudyjskiej z szyickim Iranem. Obie strony popierają przeciwne sobie frakcje: Arabia Saudyjska sunnickiego prezydenta Hadiego, a Iran szyickich Huti. Konflikt bywa czasami określany jako wojna zastępcza tych dwóch regionalnych mocarstw. Z tych powodów też wsparcia koalicji udzieliły Stany Zjednoczone Ameryki, dążąc do ograniczania wpływów Iranu.

## Przebieg

### Początek konfliktu
20 stycznia 2015 Huti po krótkiej walce zajęli pałac prezydencki, siedzibę szefa rządu oraz lokalne media. Prezydent Abd Rabbuh Mansur Hadi został objęty aresztem domowym. Ogłosił on wówczas ustąpienie ze stanowiska. Jednocześnie Huti ogłosili rozwiązanie parlamentu i zapowiedzieli utworzenia kolegialnego organu mającego wykonywać funkcje prezydenta, co też uczynili 6 lutego 2015 roku proklamując Najwyższy Komitet Rewolucyjny. Najwyższy Komitet Rewolucyjny nie został uznany na arenie międzynarodowej. Nie kontrolował on całości terytorium kraju. 20 lutego 2015 Hadi po miesiącu uwięzienia zbiegł z aresztu, udając się do Adenu gdzie posiadał znaczne poparcie. Następnie w telewizyjnym orędziu oświadczył, że pozostaje jedynym legalnym prezydentem Jemenu, gdyż do swojej rezygnacji został zmuszony wbrew swej woli.
19 marca 2015 roku na lotnisku w Adenie doszło do potyczki stronników Hadiego z oddziałami wojskowymi nie uznający jego władzy. Bezpośrednią przyczyną walki było niezaakceptowanie prezydenckiej decyzji Hadiego z 3 marca 2015 o zdymisjonowaniu generała Abd al-Hafiza as-Sakkafa, będącego zwolennikiem Huti oraz dowodzącym oddziałami sił specjalnych stworzonych w celu walki z rebelią islamską. Starcie wygrały siły lojalne wobec Hadiego.
20 marca 2015 Państwo Islamskie przeprowadziło krwawe zamachy terrorystyczne na meczety w Sanie. W odpowiedzi na to wydarzenie przywódca Huti, Muhammad Ali al-Husi, ogłosił mobilizacje swych oddziałów do walki przeciwko islamskim radykałom. Zarzucił także Hadiemu wspieranie organizacji terrorystycznych. Rozpoczęli tym samym kontynuacje swej ekspansji terytorialnej w kierunku zachodnim i południowym.

#### Interwencja koalicji państw arabskich
26 marca 2015 koalicja składająca się z dziewięciu państw arabskich (tj. Arabii Saudyjskiej, Zjednoczonych Emiratów Arabskich, Kuwejtu, Bahrajnu, Kataru, Maroko i Jordanii) pod nieformalnym przywództwem Arabii Saudyjskiej rozpoczęła interwencję wojskową skierowaną przeciwko Huti. We wspólnym oświadczeniu wydanym przez członków Rady Współpracy Zatoki Perskiej (oprócz Omanu) poinformowano, że zdecydowano się na interwencję przeciwko rebelii Huti w Jemenie na wniosek uznawanego przez te kraje prezydenta Hadiego. W ciągu pierwszych kilku godzin operacji, siły powietrzne koalicji przejęły kontrolę nad całą przestrzenią powietrzną Jemenu. Rozpoczęto również naloty mające na celu zahamowanie znacznie postępującej wówczas ekspansji rebeliantów Huti w kierunku terenów kontrolowanych przez Hadiego w południowym Jemenie. Stany Zjednoczone, Oman, Egipt, Pakistan oraz Sudan udzieliły wsparcia dyplomatycznego i logistycznego, nie angażując się bezpośrednio w walkę. Iran wyraził sprzeciw wobec prowadzonych nalotów i wezwał do natychmiastowego ich zaprzestania.
Al-Jazeera poinformowała, że Muhammad Ali al-Husi, dowódca Huti mianowany w lutym 2015 przewodniczącym Rady Rewolucyjnej, został ranny w wyniku nalotów koalicji w Sanie w pierwszą noc kampanii.
5 czerwca 2017 koalicja państw arabskich wykluczyła ze swojego grona Katar. Był to jeden z elementów sporu dyplomatycznego w czasie którego Arabia Saudyjska, Bahrajn, Zjednoczone Emiraty Arabskie, a następnie Jemen, Malediwy i Libia wycofały swoich ambasadorów z Kataru oraz zerwały z nim stosunki dyplomatyczne, a także zamknęły dla jego obywateli wszystkie granice (w tym powietrzne). Państwa te zarzuciły Katarowi destabilizacje regionu blisko-wschodniego m.in. poprzez wspieranie organizacji terrorystycznych, w tym jemeńskich Huti. Władze Kataru odparły te zarzuty, informując że sam bojkot oparty jest na kłamliwych przesłankach.
W czerwcu 2019 siły Zjednoczonych Emiratów Arabskich, uważane za najlepiej wyszkolone i wyposażone siły koalicji, rozpoczęły wycofywanie się z Jemenu.

### Walki w południowych prowincjach

#### Walki o Aden
Aden jest drugim co do wielkości pod względem liczby mieszkańców miastem w Jemenie. Znajduje się w nim również największy w kraju port morski. W marcu 2015 roku milicje i jednostki wojskowe wierne prezydentowi Hadiemu w Adenie były rozproszone co ułatwiło postęp dla Huti. Musieli oni walczyć na pięciu różnych frontach. Port lotniczy Aden zawiesił wszystkie loty. Walki rozpoczęły się 25 marca 2015 r., żołnierze popierający byłego prezydenta Ali Abd Allah Saliha przejęli międzynarodowe lotnisko, doszło również do starć w bazach wojskowych. Hadi z powodu pogarszającej się sytuacji prawdopodobnie opuścił Aden łodzią. Następnego dnia był już w stolicy Arabii Saudyjskiej, Rijadzie, gdzie spotkał się z następcą tronu księciem Muhammadem ibn Salman ibn Abd al-Aziz Al Su’udem, ministrem obrony Arabii Saudyjskiej. W ciągu następnych dni Huti wraz z sojusznikami otoczyli Aden i weszli do miasta pomimo silnego oporu ze strony sił prorządowych oraz uzbrojonych mieszkańców. Wkrótce wsparcia dla obrońców udzieliła Egipska Marynarka Wojenna, dokonując ostrzału z okrętów na morzu, a także lotnictwo koalicji. Bezpośrednie działania zmierzające ku zajęciu centrum miasta rozpoczęli 29 marca. 2 kwietnia kompleks budynków służących jako tymczasowa siedziba prezydenta została zajęta przez rebeliantów. Walki trwały nadal. Państwa Zatoki udzieliły szkolenia jemeńskim siłom specjalnym oraz dostarczyły zaopatrzenie okrętem Arabii Saudyjskiej, w tym również pomoc dla cywilów. Aden został całkowicie odbity z rąk Huti 21 lipca 2015 roku po kilku miesiącach walk. Wyparto również Huti ze zdecydowanej większości muhafazy Aden. Po zakończeniu walk pomoc humanitarną udzielili m.in.: ONZ, Arabia Saudyjska oraz Zjednoczone Emiraty Arabskie. Oprócz tego ZEA wysłały specjalistów, aby dokonali koniecznych napraw terminalu pasażerskiego oraz wieży kontroli lotów poważnie zniszczonego lotniska w Adenie.
17 października 2015 do Adenu przybyły wojska Sudanu, w liczbie 10 tysięcy żołnierzy, aby wesprzeć koalicję.
W styczniu 2016 rozpoczęły się starcia z Al-Ka’idą oraz Państwem Islamskim kontrolującymi część dzielnic Adenu.
Na początku sierpnia 2019 Południowa Rada Tymczasowa wspierana przez ZEA przejęła kontrolę nad miastem po kilku tygodniach walk. Utraciła ją jednak jeszcze tego samego miesiąca – 28 sierpnia siły lojalne wobec Hadiego wspierane przez Saudów ogłosiły odzyskanie całkowitej kontroli nad Adenem.
5 listopada 2019 w Rijadzie, stolicy Arabii Saudyjskiej, zawarto porozumienie między opozycją z Południowej Rady Tymczasowej a prezydentem Hadim, na mocy którego milicje podległe Radzie wycofają się z miasta, oraz po rozwiązaniu włączą się do sił prezydenckich.
26 kwietnia 2021 Południowa Rada Tymczasowa ogłosiła autonomię kontrolowanego przez siebie terytorium ze stolicą w Adenie, wypowiadając posłuszeństwo rządowi Hadiego i dążąc do budowy państwa w granicach dawnego Jemenu Południowego.

#### Walki w pozostałych częściach południa
9 oraz 12 października 2016 r. bojownicy Huti wystrzelili rakiety przeciwokrętowe w stronę amerykańskiego niszczyciela rakietowego USS Mason, znajdującego się na wodach międzynarodowych. Żaden z wystrzelonych przez rebeliantów pocisków nie trafił w okręt. W odwecie 13 października USA zniszczyły trzy nadbrzeżne stacje radarowe na terytorium Jemenu. 15 października 2016 r. ta sama jednostka została ponownie zaatakowana przez członków Huti. Atak podobnie jak poprzednie został odparty przez załogę okrętu.
27 kwietnia 2017 gubernator muhafazy Aden Ajdarus az-Zubajdi został usunięty ze stanowiska przez prezydenta Hadiego, z powodu spiskowania z władzami ZEA. 11 maja tego samego roku przy wsparciu Emiratów Arabskich były gubernator powołał Południową Radę Tymczasową, jako podmiot sprawujący najwyższa władzę w Jemenie. Prezydent Hadi uznał ją za nielegalną. Rada zadeklarowała kontynuację walki z radykałami islamskimi oraz siłami lojalnymi wobec Hadiego, zapowiedziała także referendum w sprawie ponownego podziału kraju.
16 grudnia 2017 siły rządowe, całkowicie wyparły Huti ze wszystkich większych ośrodków miejskich w muhafazie Szabwa.
W pierwszej połowie 2018 Zjednoczone Emiraty Arabskie przejęły kontrolę nad Sokotrą, poprzez umocowanie u władzy lojalnych ugrupowań silnie zależnych od ZEA. Wcześniej władzę nad muhafazą sprawował rząd jemeński, który ZEA równocześnie wspierają w walkach w pozostałej części kraju w ramach koalicji arabskiej. W przeszłości Zjednoczone Emiraty Arabskie poczyniły szereg inwestycji infrastrukturalnych na wyspie, m.in. wspierając budowę lotnisk i szpitali. Sokotra ma znaczenie strategiczne ze względu na morskie szlaki handlowe przebiegające w jej pobliżu.

### Walki w północnych prowincjach

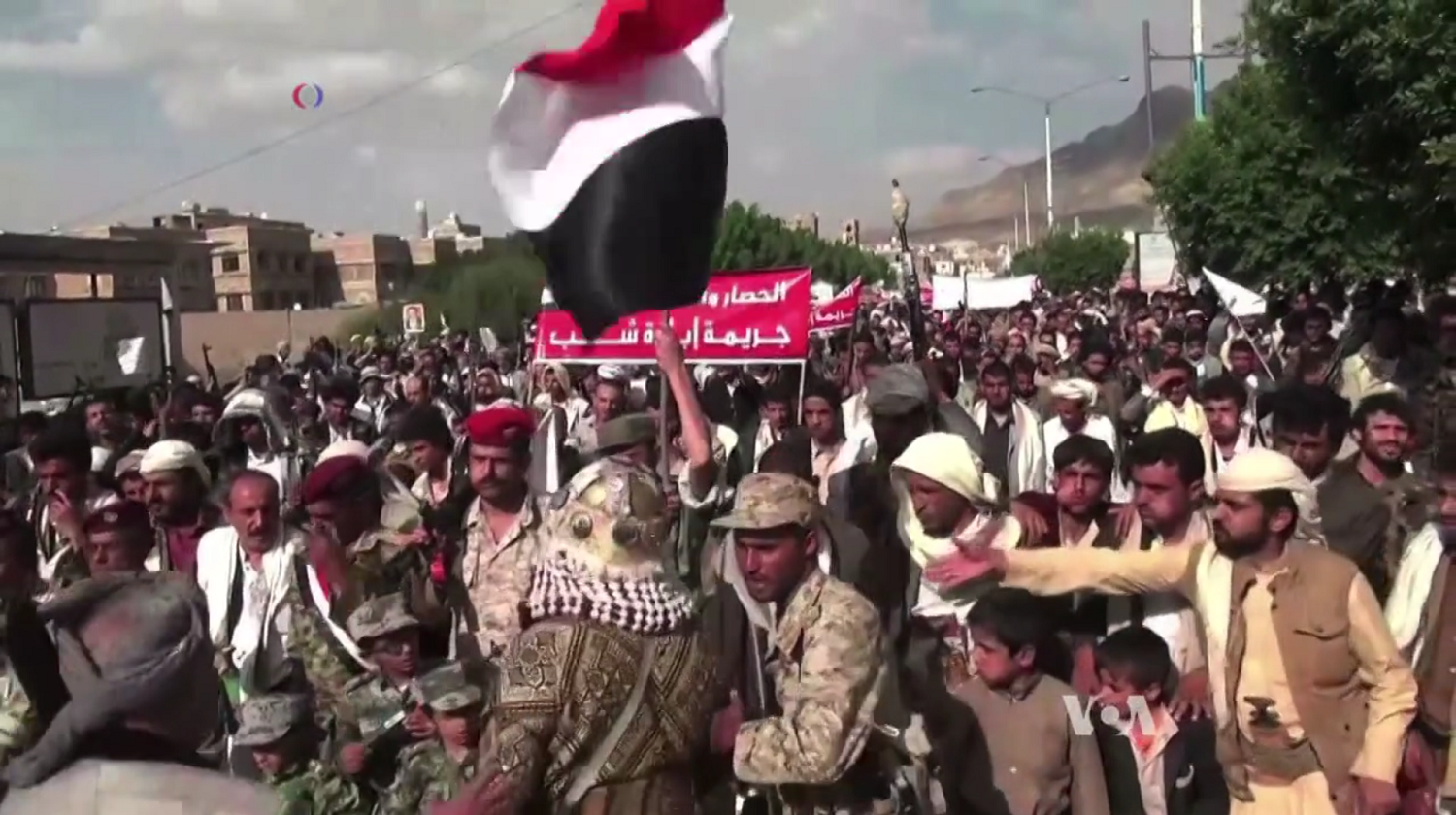
Demonstracja uliczna Huti przeciwko nalotom Arabii Saudyjskiej i jej koalicjantów. Fotografia z września 2015, Sana

22 marca 2015 Huti wkroczyli do Ta'izz, trzeciego co do wielkości miasta kraju. Szybko przejęli kluczowe punkty w mieście, napotykając niewielki opór.
31 marca 2015 Huti przejęli kontrolę nad strategicznie położonymi bazami wojskowymi nad cieśniną Bab al-Mandab, przez którą przepływa znaczna część światowego handlu morskiego.
Rebelianci z Huti w wyniku ciężkich walk 24 marca 2015 zajęli budynki administracji publicznej w mieście Ad-Dali. Zostały jednak szybko wyparte przez oddziały rządowe. Walki o miejscowość były kontynuowane do końca maja 2015, kiedy została ona utrzymana w posiadaniu przez lojalistów prezydenta Hadiego.
5 maja 2015 doszło do ataku moździerzowego przeprowadzanego przez Huti na miasto Nadżran znajdujące się w Arabii Saudyjskiej. Był to pierwszy atak w trakcie wojny na obiekty w Królestwie Saudów, z czasem zostanie przeprowadzona ich ponad setka. Celami są zwykle obiekty infrastruktury przemysłowej związanej z przetwórstwem ropy naftowej, porty i lotniska, a także bazy wojskowe i zabudowa mieszkalna. Do ich przeprowadzenia Huti wykorzystują uzbrojone bezzałogowe statki powietrzne (tzw. drony), wyrzutnie rakietowe, a także moździerze. 
Do ataków na tereny zajęte przez koalicję używane były początkowo głównie należące poprzednio do armii Jemenu radzieckie pociski balistyczne Łuna-M, Elbrus (Scud) i ich koreańskie kopie oraz nowocześniejsze pociski Toczka, których liczba ogółem na początku konfliktu według niepewnych źródeł miała wynosić około 300. W 2015 roku spowodowały pewne straty wśród sił koalicji, zwłaszcza w ataku rakietowym 14 grudnia 2015 roku zginęło ok. 150 żołnierzy, głównie Saudyjczyków (prawdopodobnie w prowincji Ta'izz). W odpowiedzi na zagrożenie rakietowe, Saudyjczycy rozmieścili w Jemenie baterie pocisków przeciwlotniczych Patriot. Od 2016 roku siły Huti wykorzystywały też budowane dzięki pomocy Iranu drony, zwłaszcza do atakowania baterii pocisków przeciwlotniczych. Rozwinęły też z pomocą Iranu produkcję własnych pocisków balistycznych, także o zasięgu umożliwiającym atakowanie celów w Arabii Saudyjskiej. Szczególnie liczne użycie dronów miało miejsce w 2019 roku.
8 października 2016 lotnictwo Arabii Saudyjskiej dokonały ataku w Sanie na uroczystość pogrzebową ojca ministra spraw wewnętrznych Dżalala al-Rawiszana – członka rządu Huti. W efekcie kilkaset osób zostało rannych i zabitych.
1 października 2017 Huti zestrzelili, na północ od Sany, amerykańskiego drona MQ-9 Reaper. Jeszcze jesienią 2017 na granicę saudyjsko-jemeńską przybył oddział amerykańskich komandosów. Głównym jego zadaniem było zniszczenie wyrzutni rakietowych Hutich. 16 października 2017 roku Stany Zjednoczone przeprowadziły swoje pierwsze naloty w Jemenie, celem był obóz treningowy ISIS w muhfazie Al-Bajda. W chwili ataku w obozie znajdowało się około 50 bojowników.
2 grudnia 2017 Ali Abd Allah Salih w telewizyjnym wystąpieniu oznajmił swoją otwartość na rozmowy pokojowe z koalicją państw arabskich, pod warunkami zaprzestania przez nią ataków na Jemen i zakończenia blokady kraju. Słowa Saliha wywołały sprzeciw Huti, którzy starli się w Sanie z rebeliantami lojalnymi wobec byłego prezydenta. 3 grudnia Huti przejęli władzę nad większością Sany, ich działania zostały jednak spowolnione przez nocne naloty koalicji. Rano 4 grudnia, Huti otoczyli miejsce zamieszkania Saliha, wkrótce tego samego dnia został on przez nich zamordowany podczas próby ucieczki z miasta uzbrojonym konwojem.
Pod koniec 2017 siły Huti rozpoczęły eskalację działań odwetowych przeciw terytorium Arabii Saudyjskiej i ZEA. 2 grudnia tego roku odpalono pocisk manewrujący w kierunku budowanej elektrowni atomowej koło Abu Zabi, lecz z powodu usterki pocisk nie doleciał. W lipcu, sierpniu i wrześniu 2018 roku trzyrotnie zaatakowano bezzałogowcami lotnisko w Abu Zabi, powodując niewielkie zniszczenia (początkowo władze ZEA zaprzeczały tym faktom). W 2019 roku podjęto ataki bezzałogowcami saudyjskich instalacji naftowych. W nocy 13/14 września 2019 roku dokonano najbardziej spektakularnego ataku na rafinerię Abqaiq 18 bezzałogowcami irańskiego pochodzenia. O atak USA oskarżały bezpośrednio Iran, lecz nie przedstawiły tego dowodów; przypuszcza się, że bezzałogowce mogły być wystrzelone i kierowane przez agentów jemeńskich w Arabii Saudyjskiej.

#### Bitwa o Al-Hudajdę
17 maja Amnesty International poinformowała, że walki w północno-zachodniej części kraju spowodowały ucieczkę ok. 100 tys. osób z największego miasta tego regionu Al-Hudajdy, liczącego ponad 400 tys. mieszkańców. Jest to miasto portowe istotne w gospodarce całego kraju, w tym dostaw pomocy humanitarnej. 23 kwietnia 2018 ruch Huti potwierdził, że Salih Ali as-Samad zginął 19 kwietnia w nalocie w muhafazie Al-Hudajda. Na początku czerwca rozpoczęły się ciężkie starcia w odległości 10 km od tego miasta. 10 czerwca ogłoszono ewakuację Organizacji Narodów Zjednoczonych z Al-Hudajdy, spowodowaną poważnym zagrożeniem bezpieczeństwa dla jej personelu, wynikającym z intensywnych walk mających miejsce już na obszarze miasta.
13 grudnia 2018 pod auspicjami ONZ zostało zawarte w Szwecji „porozumienie sztokholmskie”. Huti oraz uznawane na arenie międzynarodowej władze Jemenu, zgodziły się w nim na zawieszenie broni i wycofanie swoich sił z Al-Hudajdy. Uzgodnione porozumienie nie jest w pełni przestrzegane przez każdą ze stron (stan na 3 marca 2019).

### 2019
Eksplozja w magazynie 7 kwietnia w Sanie zabiła co najmniej 11 cywilów, w tym dzieci w wieku szkolnym, a ponad 39 osób zostało rannych. Agencja informacyjna Associated Press podała, że zginęło 13 osób, w tym 7 dzieci, a ponad 100 zostało rannych. Według urzędników Al Jazeery i Huti, cywile zginęli w nalocie koalicji pod przywództwem Arabii Saudyjskiej.  Koalicja pod przywództwem Arabii Saudyjskiej zaprzeczyła, jakoby tego dnia miały miejsce jakiekolwiek naloty na Sanę. Państwowa agencja informacyjna w Adenie, sprzymierzona z uznanym na arenie międzynarodowej rządem, powiedziała, że rebelianci przechowywali broń w magazynie. Według The Washington Post, "niektóre rodziny i mieszkańcy dzielnicy Sawan powiedzieli, że eksplozja nastąpiła po pożarze wybuchu w magazynie. Powiedzieli, że ogień wysłał kolumny białego dymu unoszące się w powietrze, a następnie eksplozję. Ich relacje zostały potwierdzone przez kilka filmów nakręconych przez osoby postronne. 
14 września bojownicy Huti przyznali się do ataku na saudyjskie szyby naftowe. Dziesięć dni później w saudyjskim ataku w prowincji Dhalea zginęło 16 osób w tym siedmioro dzieci.

### 2023 i 2024
W grudniu 2023 sformowano koalicję w celu przeprowadzenia operacji Prosperity Guardian (z ang. Strażnik Dobrobytu). W skład owej koalicji wchodzi ponad 20 państw, z czego 10 jest anonimowych. Znani członkowie koalicji to USA, Wielka Brytania, Australia, Bahrajn, Kanada, Dania, Grecja, Niderlandy, Norwegia, Singapur i Sri Lanka. Koalicja jest wspierana przez Seszele. 12 i 13 stycznia 2024 roku USA przeprowadziło atak rakietowy na rebelianckie cele w Jemenie, w których uczestniczyła też Wielka Brytania. Kolejne ataki miały miejsce 14 i 16 stycznia. Związane jest to z powiązanym z wojną domową w Jemenie i wojną Izraela z Hamasem kryzysem na Morzu Czerwonym, w ramach którego Huti atakują zarówno izraelskie, jak i nieizraelskie statki za pomocą broni pochodzącej głównie z Iranu.

## Sytuacja humanitarna

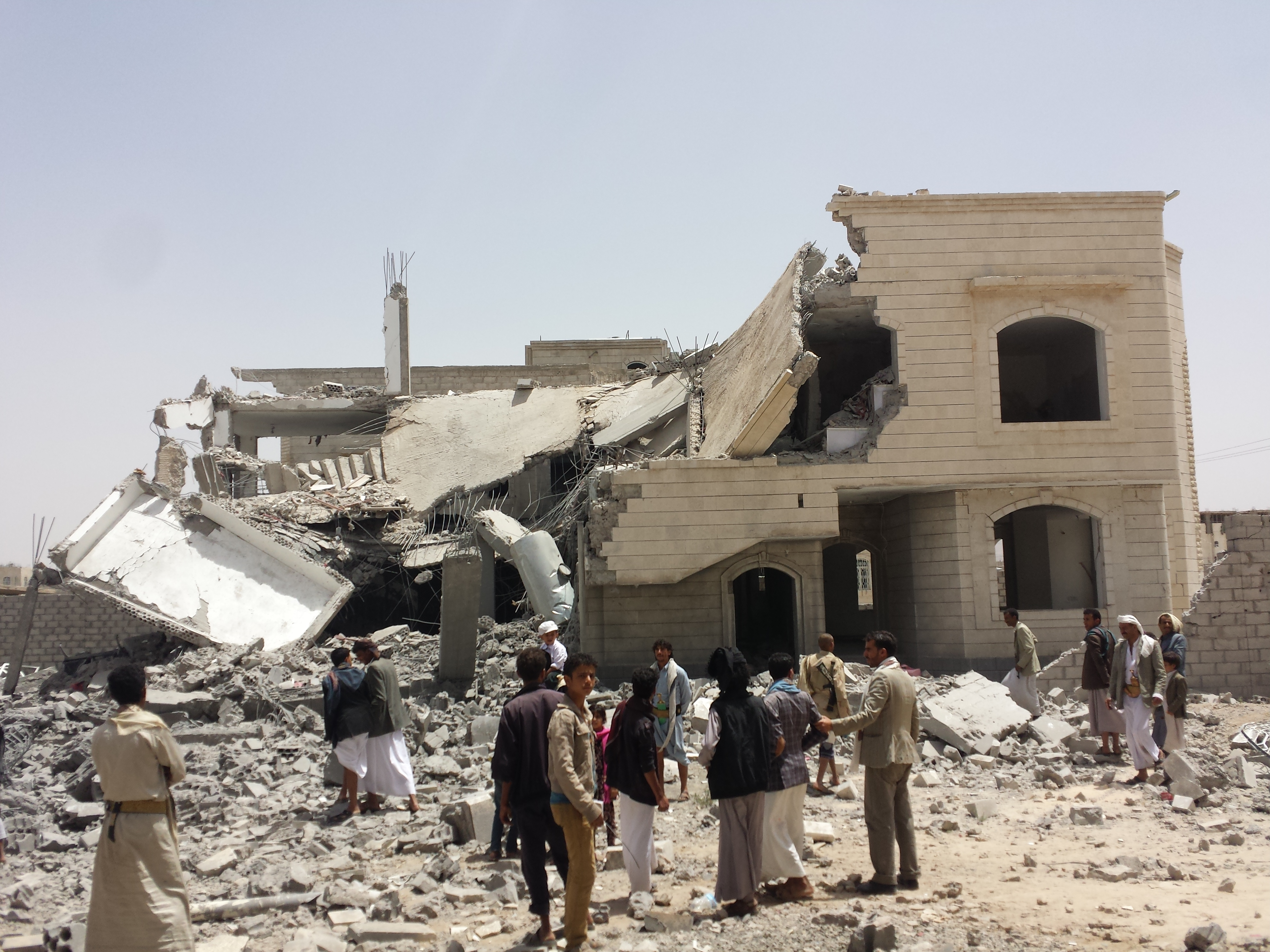
Zniszczony budynek mieszkalny w południowej dzielnicy Sany. Fotografia z czerwca 2015 r.

Wojna w Jemenie spowodowała kryzys humanitarny na wielką skalę. Według ONZ od początku konfliktu w marcu 2015 do grudnia 2017 zginęło od 9 do 13 tys. osób, w tym ponad 5 tys. cywilów. Ponadto 21 milionów osób wymagało pomocy lekarskiej. Podaje się, że do 2019 roku wojna pochłonęła, w zależności od źródła wyliczeń, od 100 do 250 tysięcy ofiar.
Oprócz samych działań wojennych, istotnym czynnikiem wpływającym na sytuację ludności stała się blokada morska i lądowa Jemenu, odcinająca kraj także od dostaw żywności i leków. Wskazuje się, że co rzadkie dla konfliktów XXI wieku, głód został celowo potraktowany jako narzędzie walki. W lutym 2017 roku UNICEF poinformował, że 3,3 mln mieszkańców Jemenu jest niedożywionych. Spośród tej grupy 2,1 mln stanowią dzieci, w tym 460 tys. poniżej piątego roku życia, których stan zdrowia zagraża życiu. W 2018 ONZ opublikował nowe dane, stwierdzające że 13 milionów Jemeńczyków (ponad 40% populacji) cierpi z powodu głodu. Ponadto w latach do końca 2018 ok. 50 tys. ludzi zmarło z powodu skrajnego niedożywienia.
W październiku 2016 roku rozpoczęła się epidemia cholery. Według danych z 16 lipca 2017 r. liczba zarażonych wyniosła ponad 120 tys., spośród których zmarło ponad 1,7 tys. osób.
W szpitalach oraz innych jednostkach opieki zdrowotnej brakuje miejsc, leków oraz wykwalifikowanej kadry medycznej. Problemem są przerwy w dostawie prądu. Część placówek korzysta wówczas z generatorów prądu, dostarczonych m.in. przez Czerwony Półksiężyc. Często jednak brakuje również paliwa do generatorów prądotwórczych, przez co energii elektrycznej nie można wykorzystać wcale.
Podejrzenia o popełnienie zbrodni wojennych padają wobec obu stron konfliktu. Mają one charakter medialny, a nie prawny. Najwięcej ofiar cywilnych przypisuje się koalicji arabskiej pod dowództwem Arabii Saudyjskiej. UNHCR oszacował w 2016 r., że około 60% z ponad 3,5 tysiąca cywilów zginęło w wyniku nalotów właśnie koalicji. Ocenia się, że do 2019 roku 67% ofiar cywilnych zginęło na skutek bombardowań. Przykładem czynów mogących być określone jako zbrodnie wojenne, jest bombardowanie obiektów w stolicy Sanie oraz miast Sada i Hadżdża. Naloty w większości nie mają wojskowego uzasadnienia. W samym 2019 roku miały miejsce 6534 naloty.
Huti na zajętych przez siebie terenach, w sposób mogący być uznany za bezprawny, konfiskuje dobra materialne cywili, aby pozyskać środki finansowe na prowadzenie działań wojennych.

### Migracja
Konflikt w Jemenie zmusił ponad 3 miliony osób do opuszczenia swojego miejsca zamieszkania.
We wrześniu 2016 r. było 181 tys. uchodźców. Większość z nich uciekła do sąsiedniego Omanu (51 tys.), Arabii Saudyjskiej (40 tys.), Dżibuti (36 tys.), Somalii (34 tys.), Etiopii (13 tys.) oraz Sudanu (7 tys.).

#### Ewakuacja obywateli zagranicznych
Arabia Saudyjska pomogła w ewakuacji personelu ONZ z Adenu do Dżuddy 28 marca 2015. Dzień później, 29 marca, Jemen opuściło 500 obywateli Pakistanu
31 marca rosyjski statek ewakuował z Adenu dyplomatów z tamtejszego konsulatu, 20 innych obywateli rosyjskich, a także obywateli Ukrainy, Białorusi, Uzbekistanu, Egiptu, Jordanii i Libii. Wśród nich było 10 dzieci.
3 kwietnia 2015 władze Indii uruchomiły tymczasowe połączenie lotnicze z Sany do nieobjętej wojną Dżibuti. W sumie Indie ewakuowały 4640 swoich obywateli oraz 960 osób z 41 innych państw. Stany Zjednoczone poleciły swoim obywatelom korzystać z pomocy oferowanej przez Indie.
3 kwietnia 2015 Rosja przewiozła dwoma samolotami 150 osób (w tym 20 obywateli Polski).
Chińska fregata rakietowa, 4 kwietnia 2015 r., ewakuowała 225 cudzoziemców z Adenu do portu w Dżibuti. Wśród nich były 4 osoby polskiego obywatelstwa.
Malezja 15 kwietnia 2015 ewakuowała dwoma samolotami 600 osób w tym 3 Tajów.